# Schmalspurbahn Bertsdorf–Kurort Jonsdorf
| Ausschnitt der Streckenkarte Sachsen 1902 |                         |                          |                   |
| Streckennummer: | 6961; sä. BJ            |                          |                   |
| Kursbuchstrecke (DB): | 238                     |                          |                   |
| Kursbuchstrecke: | 135e (1934) 161d (1946) |                          |                   |
| Streckenlänge: | 3,831 km                |                          |                   |
| Spurweite: | 750 mm (Schmalspur)     |                          |                   |
| Maximale Neigung: | 33 ‰                    |                          |                   |
| Minimaler Radius: | 100 m                   |                          |                   |
| Streckengeschwindigkeit: | 30 km/h                 |                          |                   |
| |                         |                          |                   |
| \| \| \| von Zittau \| \| \| \| 0,000 \| Bertsdorf (Inselbahnhof) \| 336 m \| \| \| \| nach Kurort Oybin \| \| \| \| 2,146 \| Kurort Jonsdorf Hst \| 402 m \| \| \| 3,831 \| Kurort Jonsdorf \| 451 m \| |                         |                          |                   |
| Strecke |                         | von Zittau               | von Zittau        |
| Bahnhof | 0,000                   | Bertsdorf (Inselbahnhof) | 336 m             |
| Abzweig geradeaus und nach links |                         | nach Kurort Oybin        | nach Kurort Oybin |
| Haltepunkt / Haltestelle | 2,146                   | Kurort Jonsdorf Hst      | 402 m             |
| Kopfbahnhof Streckenende | 3,831                   | Kurort Jonsdorf          | 451 m             |

Die Schmalspurbahn Bertsdorf–Kurort Jonsdorf ist eine sächsische Schmalspurbahn in der Oberlausitz, die ursprünglich von der Zittau-Oybin-Jonsdorfer Eisenbahn (ZOJE) erbaut und betreiben wurde. Sie zweigt in Bertsdorf von der Schmalspurbahn Zittau–Kurort Oybin ab und führt im Zittauer Gebirge zum Kurort Jonsdorf.
Eigentümer und Betreiber ist seit 1996 die Sächsisch-Oberlausitzer Eisenbahngesellschaft (SOEG).

## Geschichte

### Vorgeschichte und Bau
Nachdem 1883 mit dem Bau der Schmalspurbahn Zittau–Reichenau begonnen worden war, setzte sich vor allem Alfred Moschkau stark für eine Schmalspurbahn ins Zittauer Gebirge ein. Obwohl sich bereits ein gewisser Ausflugsverkehr entwickelte, hatte der sächsische Staat daran kein Interesse. Zusammen mit Max Alexander Thiemer und 16 weiteren Bürgern gründete er noch im selben Jahr ein Komitee, welches den Bahnbau vorantreiben wollte. Da der sächsische Staat in den 1870er Jahren zahlreiche insolvente und unrentable private Bahngesellschaften aufkaufen musste, wollte man keine weiteren privaten Gesellschaften zulassen. Erst als eine Kaution gestellt wurde, durften überhaupt Vorarbeiten zum Bahnbau beginnen. Diese Aufgabe wurde zunächst an die Firma Davy, Donath & Co. übertragen, später wurde die Firma Reymer & Masch damit beauftragt.
Aber die von Gastwirten und lokalen Fabrikanten aufgebrachten Geldmittel reichten gerade so für Projektierungsarbeiten aus, an eine Finanzierung des eigentlichen Bahnbaus war nicht zu denken. Da auch die Oberlausitzer Bank nicht in das Projekt einsteigen wollte, gründete sich am 28. August 1888 die Zittau-Oybin-Jonsdorfer Eisenbahn-Gesellschaft, deren Kapital in Höhe von eineinhalb Millionen Mark von der Bank Sörgel, Parrisius & Co. stammte. Die Konzession für den Bahnbau erhielt die Gesellschaft am 28. März 1889.
Zwar wurde mit dem Bahnbau bereits am 26. Juni 1889 begonnen, der „erste Spatenstich“ fand aber erst eineinhalb Monate später – am 9. August 1889 – statt. Noch während des Bahnbaus wurden die Streckenführung sowie die Lage einiger Stationen leicht verändert. Im Herbst 1890 verzögerte sich die Fertigstellung durch schlechtes Wetter bis Anfang November 1890. Die feierliche Streckeneröffnung fand am 24. November 1890 statt. Da aber noch während der Einweihung die Strecke durch ein Unwetter beschädigt wurde, konnte erst am 15. Dezember 1890 der durchgehende Zugbetrieb aufgenommen werden. Die Betriebsführung übernahmen von Anfang an die Königlich Sächsischen Staatseisenbahnen auf Rechnung der ZOJE.

### Geplante Erweiterung nach Böhmen
Bereits seit 1874 bestanden auf böhmischer Seite Pläne zum Bau einer Eisenbahn von Niemes über Gabel, Großmergthal, Niederlichtenwalde nach Jonsdorf, andere bevorzugten eine Streckenführung nach Oybin. Unter Federführung des Zittauer Rechtsanwaltes Max Alexander Thiemer, der schon die Konzession zum Bau der Zittau-Oybin-Jonsdorfer Eisenbahn erstritten hatte, wurde schließlich über einen Grenzübertritt am Rabenstein bei Jonsdorf Einigung erzielt. Am 1. April 1899 konstituierte sich das Bahnbaukomitee und die Trassenpläne, die nun einen Verlauf entlang des Zwittebaches und Woberbaches nach Röhrsdorf zur k.k. priv. Böhmischen Nordbahn (BNB) vorsahen, wurden durch den Bauingenieur Richard Müller entworfen.
1891 genehmigte das Wiener Handelsministerium die Aufnahme der Vorarbeiten und im gleichen Jahr erteilte auch die Stadt Zittau ihre Zustimmung für Arbeiten im Ratswald bei Jonsdorf. Den Expropriationsantrag für die 3,2 km lange Trasse auf sächsischem Gebiet ließ die sächsische Ständekammer 1892 jedoch ruhen. Die Verhandlungen um den Erwerb der für die Bahnstrecke benötigen Trasse zogen sich bis 1894 hin und wurden mit der Zahlung einer Kaution von 15.000 Mark, von denen 10.000 Mark die wegen der Regulierung der Mandau erforderlichen Umbauten von Bahnanlagen in Zittau berührten, verknüpft. 1895 erreichte Thiemer den Wegfall der in keinem Zusammenhang zum Vorhaben stehenden Kaution für die Mandauregulierung. 1895 ergaben sich nun auf österreichischer Seite neue Probleme, da dort nun plötzlich das Projekt in Frage gestellt wurde und 1896 die Kompetenzen an ein neu geschaffenes Eisenbahnministerium übergingen.
Da sich seit 1895 der Verlust der Gesellschaft deutlich erhöht hatte und 1896 auf 16.100 Mark angestiegen war, sah sie sich zu einer Kautionszahlung überhaupt nicht mehr in der Lage. Durch die Mandauregulierung verschlechterte sich die finanzielle Situation, so dass die Zittau-Oybin-Jonsdorfer Eisenbahngesellschaft Grundstücke veräußern musste und schließlich sogar den Verkauf der Bahn an den Staat anbot.
1899 konnte Thiemer mit Hermann Bachstein aus Berlin einen neuen Investor gewinnen und der Bahnanschluss der Jonsdorfer Mühlsteinbrüche wurde vorgesehen. Nach der Vorlage einer Kostenschätzung erlosch das Interesse an einem Anschlussgleis zu den Mühlsteinbrüchen wieder. Seitens des Sächsischen Innenministerium bestand seit 1899 eine Zusage über einen Baukostenzuschuss von 22.000 Mark für jeden sächsischen Bahnkilometer, doch die Böhmische Nordbahn zeigte kein Interesse an einer Unterstützung. Als 1902 die k.k. priv. Aussig-Teplitzer Eisenbahn (ATE) der BNB den alleinigen Bau einer 12,5 km langen Lokalbahn von Röhrsdorf zur Nordböhmischen Transversalbahn nach Deutsch Gabel gestattete, verlor das Schmalspurbahnprojekt einen Großteil seiner Befürworter. Am 19. Dezember 1904 erhielt die BNB die Konzession und nahm die 17 km lange Strecke am 7. Oktober 1905 in Betrieb.
Die Pläne für eine Schmalspurbahn zwischen Sachsen und Böhmen über das Zittauer Gebirge waren damit obsolet. Auch die geplante Weiterführung von Jonsdorf über Waltersdorf bis Großschönau wurde nicht realisiert.

### Im Betrieb der ZOJE
Der erste Fahrplan sah auf der Strecke Bertsdorf–Jonsdorf täglich vier Zugpaare vor, die in Bertsdorf jeweils Anschluss von und nach Zittau hatten. Ein weiteres verkehrte mittwochs und sonntags. Die Fahrzeit betrug bergwärts 17 Minuten. Die Züge wurden sonntags von Ausflüglern ins Zittauer Gebirge benutzt, werktags fuhren die Bewohner der Dörfer zu ihren Arbeitsstätten und zum Markt nach Zittau. Im Güterverkehr hatte die Strecke, die insbesondere für den grenzüberschreitenden Verkehr nach Böhmen konzipiert worden war, nur eine geringe Bedeutung. Eine Zeitlang wurden die in Jonsdorf gebrochenen Mühlsteine per Bahn versandt, bis deren Produktion 1918 eingestellt wurde.

### Zwischenzeitliche Stilllegungspläne
Mit der ab 1974 geplanten Erweiterung des Braunkohlenwerkes Glück-Auf Olbersdorf wurde auch die Zukunft der Strecke unsicher. Im Jahr 1981 wurde beschlossen, den Reiseverkehr ab Herbst/Winter 1990 einzustellen, und später durch eine Überlandstraßenbahn zu ersetzen. Die Bahn wurde deshalb aus der Liste der zu erhaltenden Schmalspurbahnen gestrichen. Nach den gesellschaftlichen und wirtschaftlichen Veränderungen 1989/90 gab es jedoch eine Neuorientierung in der Energiepolitik, so dass die Erweiterung des Olbersdorfer Tagebaus hinfällig wurde. So konnte das 100. Jubiläum der Strecke im Mai 1990 gefeiert werden. Da wegen der bevorstehenden Stilllegung die Streckenunterhaltung radikal reduziert worden war, mussten im Herbst 1990 größere Streckenteile saniert werden.

### Entwicklung ab 1990

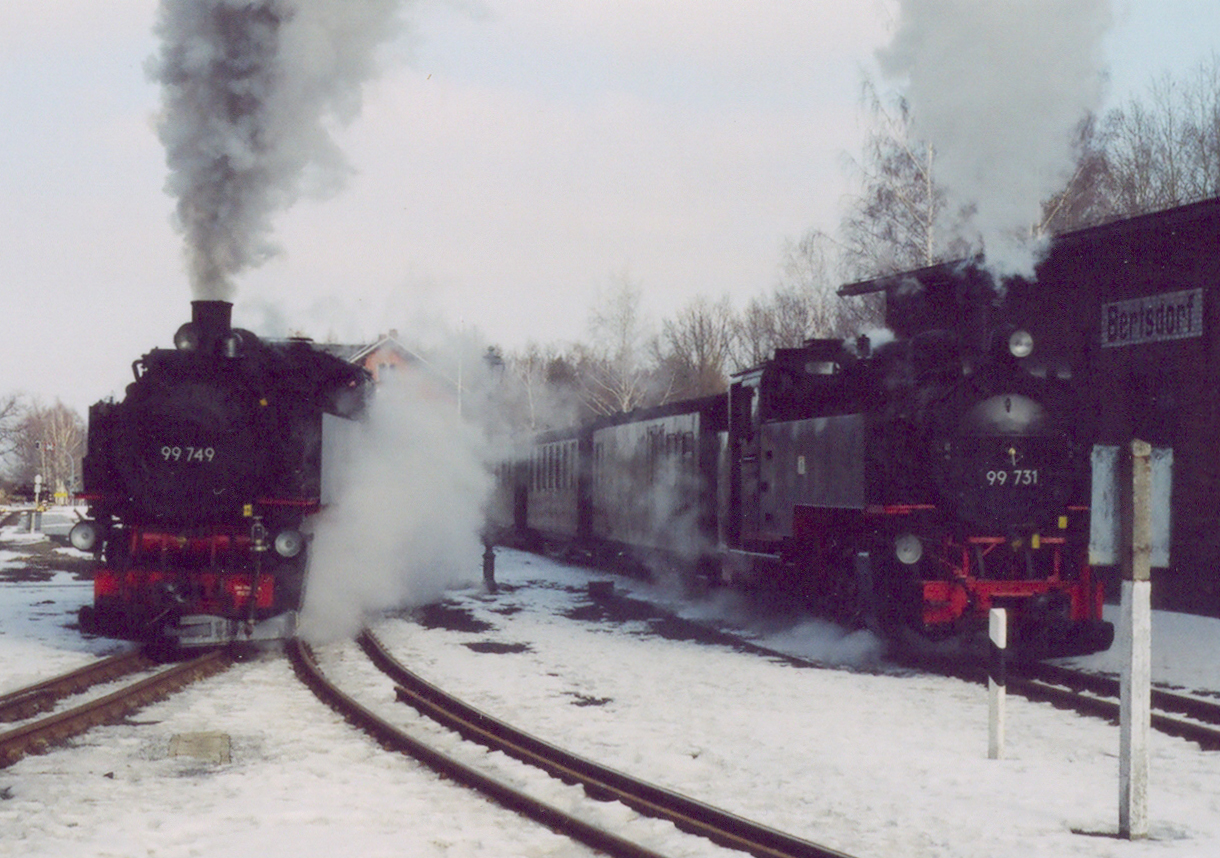
Parallelausfahrt aus dem Bahnhof Bertsdorf (Februar 2006)

Auf Weisung des Bundesverkehrsministeriums sollte sich die Deutsche Bahn aus dem Betrieb der sächsischen Schmalspurbahnen zurückziehen. Da die Bahn große Bedeutung für den Fremdenverkehr besitzt, entschied sich Sachsen, die Privatisierung zu unterstützen. Am 28. Juli 1994 wurde die Sächsisch-Oberlausitzer Eisenbahngesellschaft (SOEG) gegründet. Die SOEG übernahm am 1. Dezember 1996 die Strecke, Gebäude, Lokomotiven und Wagen sowie den Betrieb von der Deutschen Bahn.

## Streckenbeschreibung

### Verlauf
Die Strecke verlässt den Bahnhof Bertsdorf in einem engen Rechtsbogen nach Westen um dann parallel zur Staatsstraße nach Jonsdorf Haltestelle zu führen. Die weitere Strecke führt oberhalb der Bebauung des Ortes in Hanglage weiter ansteigend bis zum Endbahnhof.

### Betriebsstellen
Bertsdorf ⊙
Der namensgebende Ortsteil Bertsdorf der Gemeinde Bertsdorf-Hörnitz liegt etwa 2 km vom Bahnhof Bertsdorf entfernt. Das nahe Olbersdorf ist erst nach der Eröffnung der Schmalspurbahn langsam an den Bahnhof herangewachsen.
Kurort Jonsdorf Hst ⊙

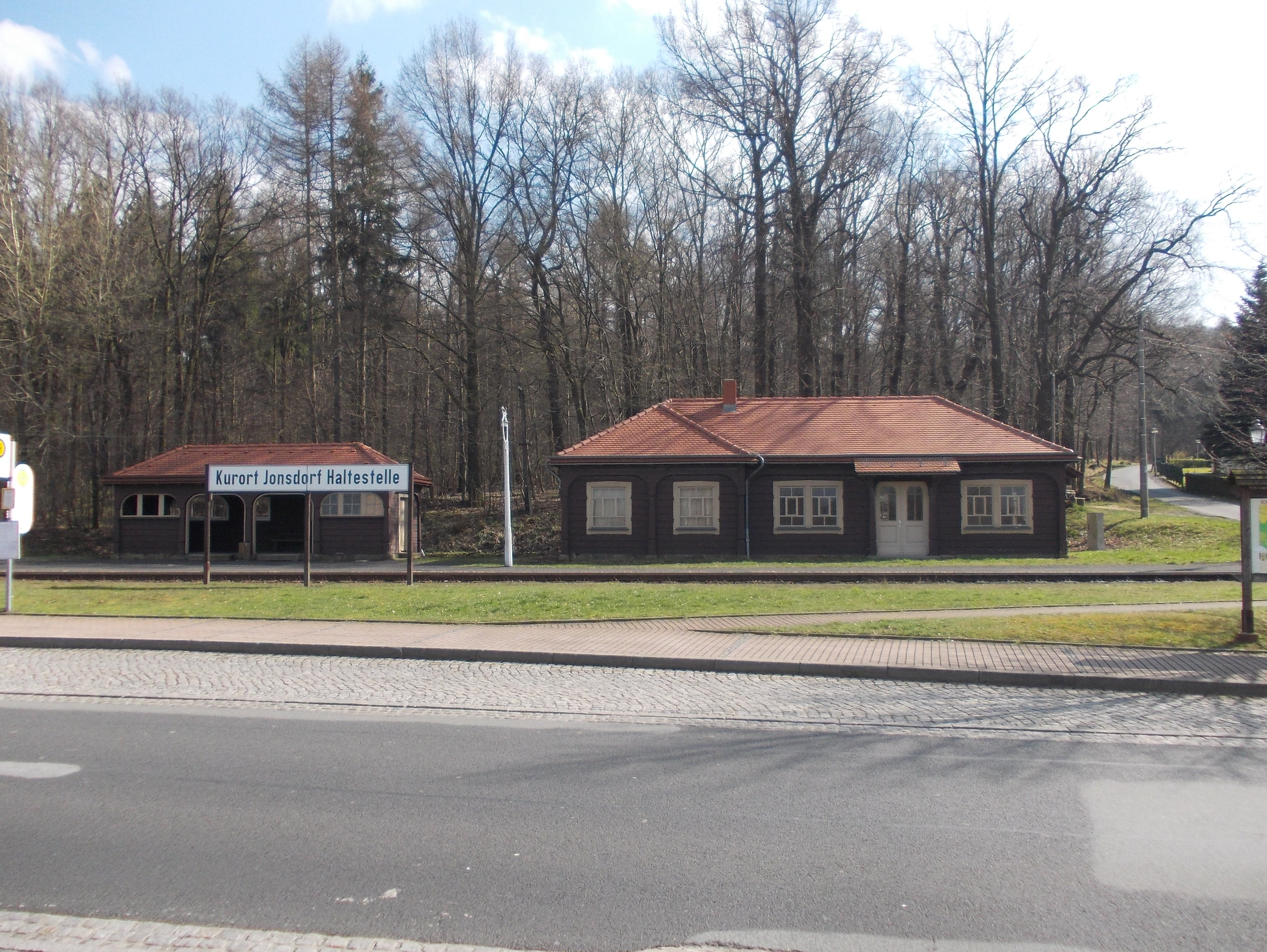
Haltepunkt Kurort Jonsdorf Hst (2014)

Die Station trug bislang drei verschiedene Namen, im Einzelnen waren dies:
- bis 1914: Bad Jonsdorf
- bis zum 14. Mai 1935: Jonsdorf Bad
- seit 15. Mai 1935: Kurort Jonsdorf Haltestelle

Die Station war bei Betriebseröffnung mit einer Wartehalle und einem Abtritt ausgestattet, in Anlehnung an den örtlichen Baustil sind beide Gebäude als Umgebindehaus ausgeführt. Bereits ein Jahr nach Betriebseröffnung musste die Ladestraße erweitert werden.
Heute liegt am seit Herbst 1980 unbesetzten Haltepunkt nur noch das durchgehende Hauptgleis.
Kurort Jonsdorf ⊙

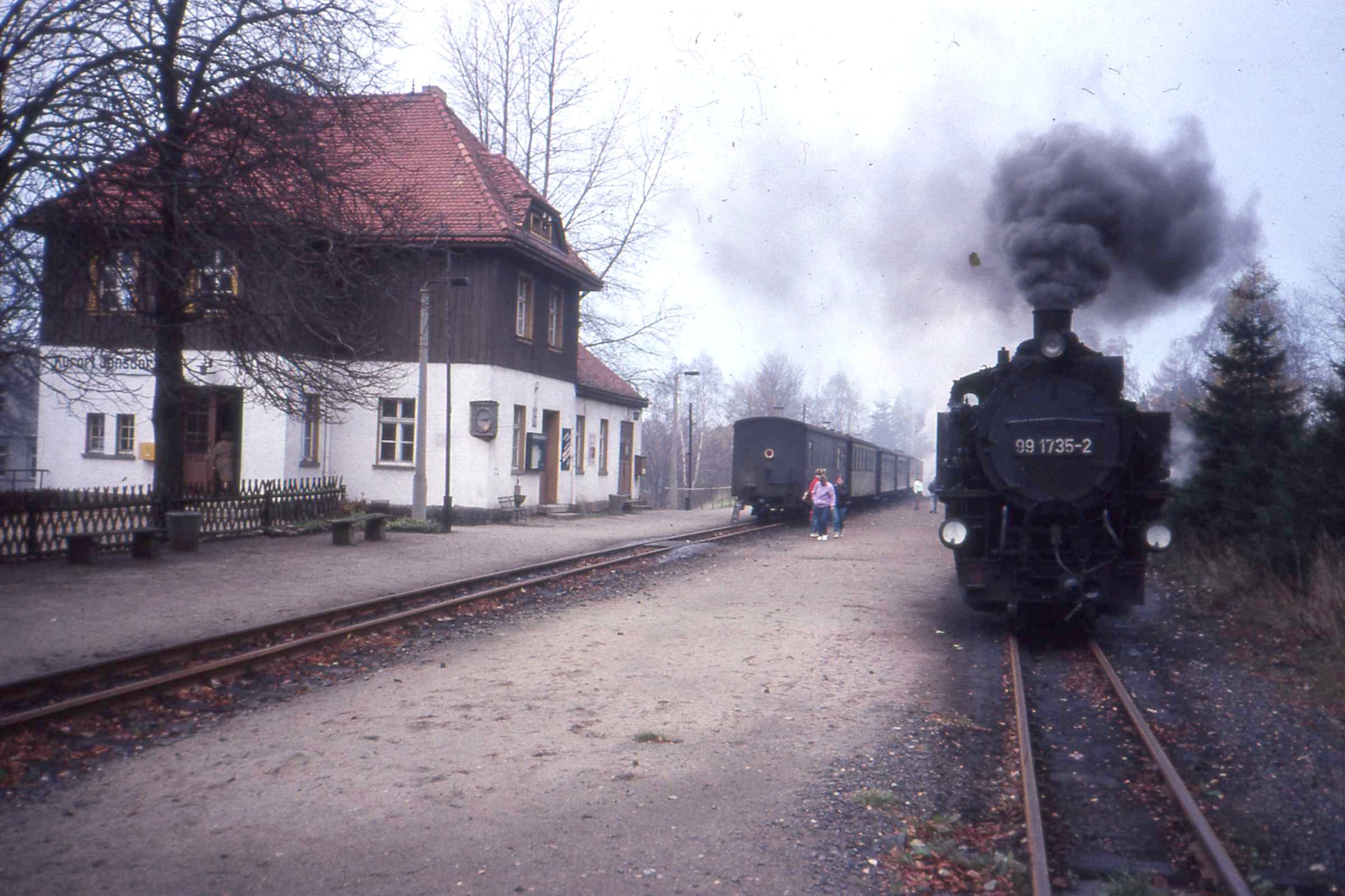
Bahnhof Jonsdorf (1989)

Zu Betriebsbeginn war die Haltestelle Jonsdorf (1905 zum Bahnhof aufgewertet) einfach gehalten, da man bei einer geplanten Weiterführung an anderer Stelle einen neuen repräsentativen Bahnhof bauen wollte. So wurden an Hochbauten nur eine kleine hölzerne Wartehalle und ein Freiabtritt gebaut, für den Güterverkehr wurde ein Wagenkasten aufgestellt. Bereits ein Jahr nach der Eröffnung wurden die sparsamen Anlagen – drei Gleise mit vier Weichen mussten ausreichen – um eine Seitenladerampe erweitert.
Da die Weiterführung nicht realisiert wurde und das Verkehrsaufkommen stetig anstieg, wurde in der ersten Hälfte der 1910er Jahre der Bahnhof erweitert. Neben einem massiven Empfangsgebäude wurde auch ein Güterschuppen gebaut. 1934 wurde die Bezeichnung in Kurort Jonsdorf geändert.
Nach Einstellung des Güterverkehrs 1969 wurden in den 1970er Jahren die zwischenzeitlich auf vier Gleise samt einem kurzen Stumpfgleis angewachsenen Gleisanlagen bis auf das durchgehende Hauptgleis und ein Umfahrgleis abgebaut.

## Fahrzeugeinsatz

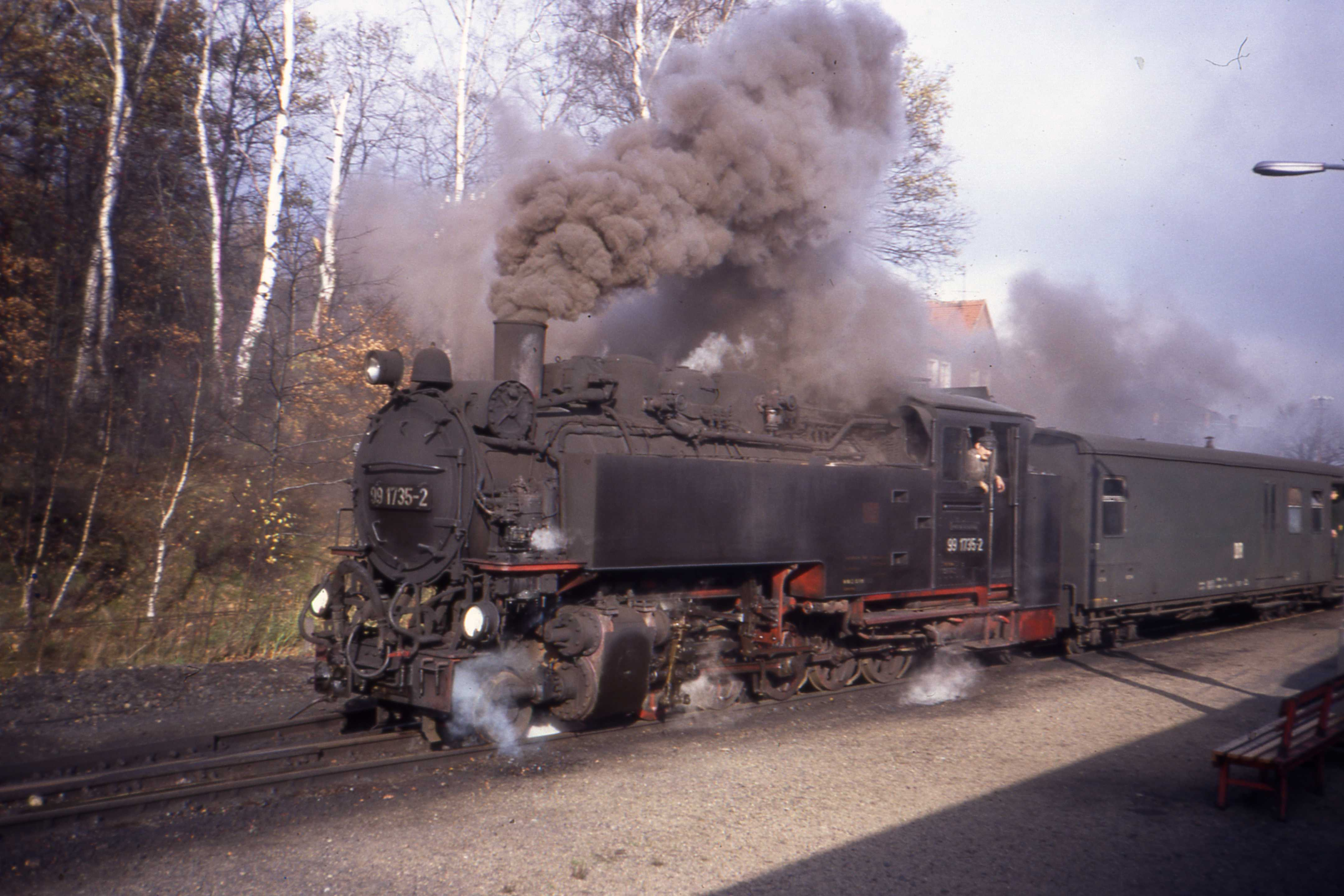
Lokomotive der Baureihe 99.73–76 (Bertsdorf; 1989)

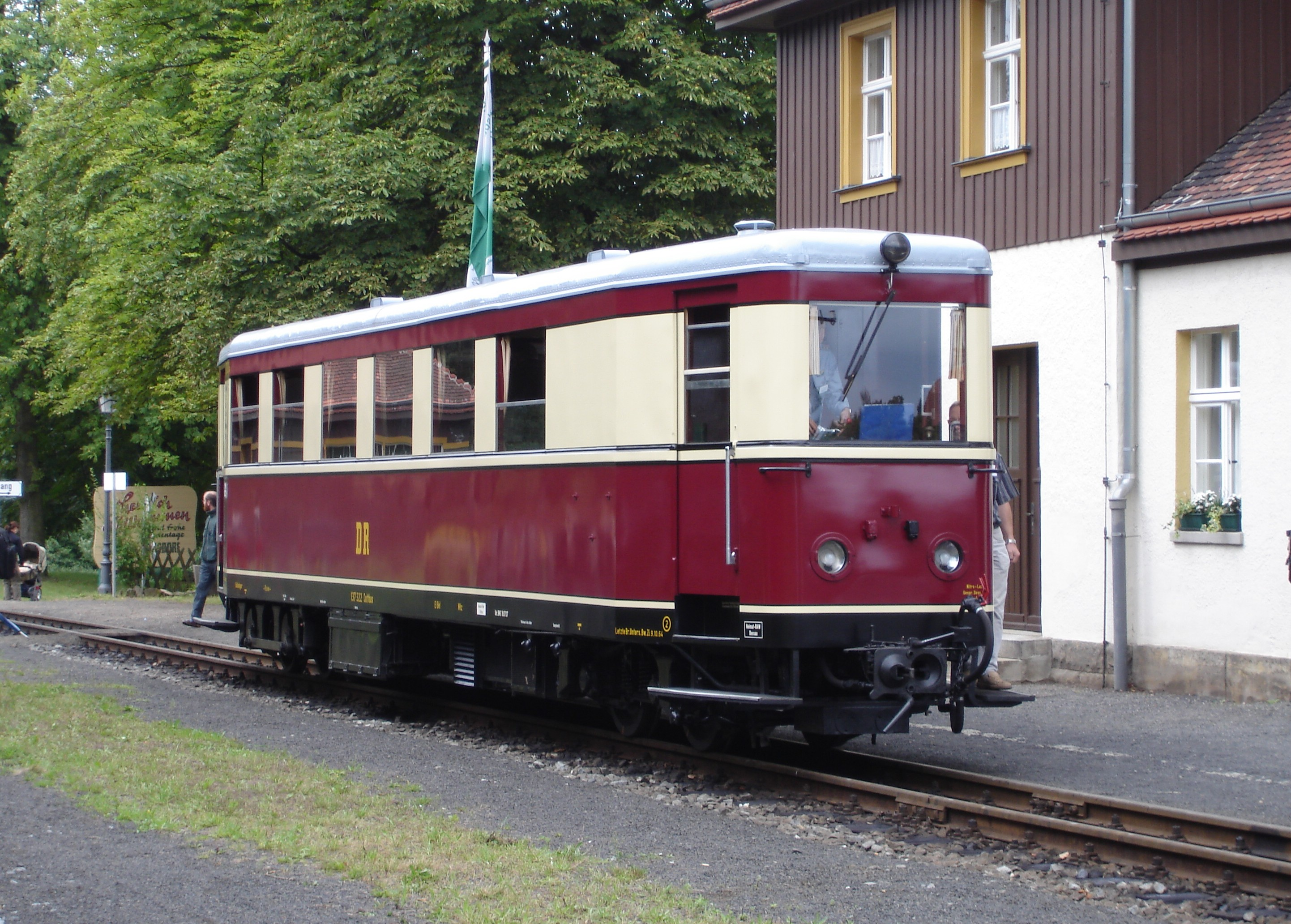
Triebwagen 137 322 (Kurort Jonsdorf; 2007)

Die ZOJE erwarb bei der Sächsischen Maschinenfabrik in Chemnitz fünf Lokomotiven der sächsischen Gattung I K, wie sie bereits bei der Staatsbahn verwendet wurden. Ab 1908 oder 1909 kam die Gattung IV K (Baureihe 99.51–60) zum Einsatz. Probeweise war eine derartige Lokomotive bereits 1896 in Zittau gewesen, wegen des zu schwachen Oberbaus wurde das Fahrzeug an eine andere Strecke abgegeben. Ab 1913 wurde die aus zwei I K gebildete Doppellokomotive Nr. 61 A/B in Zittau eingesetzt, es wurde 1919 an die Schmalspurbahn Mulda–Sayda abgegeben.
Da die Leistung der Baureihe 99.51–60 nicht ausreichte, wurde sie ab 1925/26 durch die Baureihe 99.64–65/67–71 abgelöst. Damit wurden auch die letzten Fahrzeuge der Gattung I K entbehrlich. Ab 1928 kamen erstmals Einheitslokomotiven der Baureihe 99.73–76 zum Einsatz, die ihrerseits die Baureihe 99.64–65/67–71 verdrängten.
Nach dem Ende des Zweiten Weltkriegs musste die DR zahlreiche Schmalspurlokomotiven als Reparationsleistung abgeben. Betroffen waren vor allem die Baureihen 99.64–65/67–71 sowie 99.73–76. Da Zittau mehrere Maschinen abgeben musste, standen nicht mehr genug Triebfahrzeuge zur Verfügung. Von anderen Schmalspurbahnen wurden daher wieder Lokomotiven der Baureihen 99.51–60 und 99.64–65/67–71 nach Zittau umgesetzt. Mit der Anlieferung der ersten Neubaulokomotiven der Baureihe 99.77–79 wurden auf anderen Strecken wieder Fahrzeuge der Baureihe 99.73–76 entbehrlich, die fortan in Zittau den gesamten Verkehr bewältigten.
In den 2000er Jahren beschaffte die SOEG zwei gebrauchte Diesellokomotiven, eine L30H und eine L45H.
Ab 1938 kamen auf der Strecke auch die Dieseltriebwagen 137 322 bis 325 zum Einsatz, von denen einer museal erhalten ist. Er kommt nach seiner Instandsetzung im Jahr 2007 sporadisch in den Umläufen des Gebirgspendels zum Einsatz. Zwischen 1954 und 1957 wurde auf der Strecke ein weiterer Triebwagen, der 137 600 eingesetzt. Das 1951 aus einem beschädigten Fahrzeug entstandene Einzelstück bewährte sich allerdings nicht.